# Basilika Unserer Lieben Frau von Walsingham

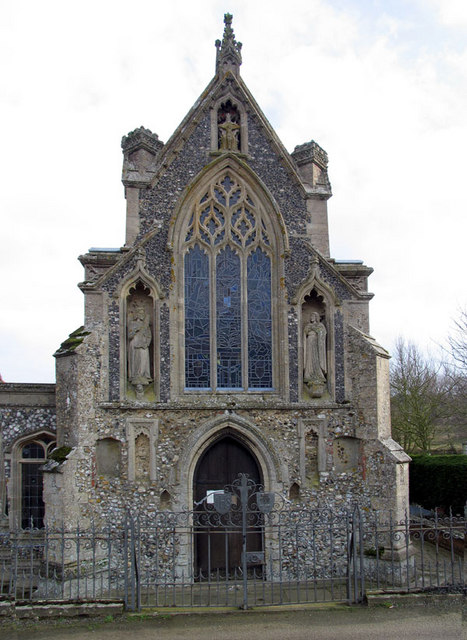
Westgiebel der Kapelle

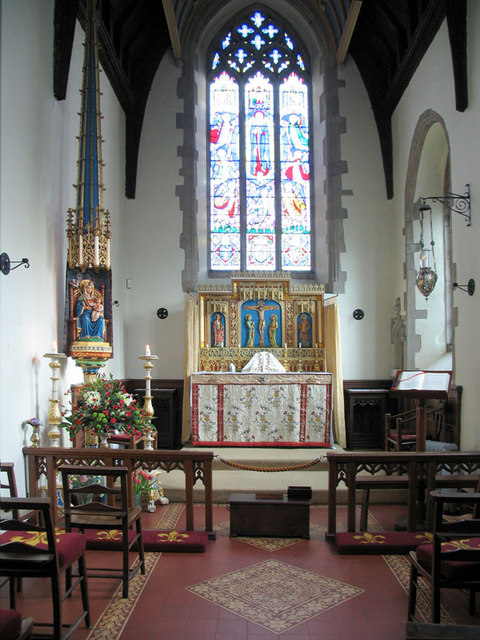
Chorraum der Kapelle

Die Basilika Unserer Lieben Frau von Walsingham (englisch Basilica of Our Lady of Walsingham), auch bekannt als Slipper Chapel oder die Kapelle der Heiligen Katharina von Alexandrien, ist eine römisch-katholische Kirche in Barsham, Norfolk, England. Das Baudenkmal trägt den Titel einer Basilica minor und eines katholischen Nationalheiligtums.  

## Geschichte
Beim Bau der Slipper-Kapelle 1340 war Walsingham nach Canterbury die zweitbedeutendste Pilgerfahrt in England. Sie bildete dabei die letzte Station vor Walsingham. Ab 1538, nach der englischen Reformation König Heinrich VIII., wurde die Kapelle nicht mehr genutzt und wurde zeitweise als Armenhaus, Schmiede, Kuhstall und Scheune genutzt. Im Jahr 1863 wurde die Kapelle von der ortsansässigen und wohlhabenden Charlotte Pearson Boyd (1837–1906) wiederentdeckt. Sie war zuvor zum  Katholizismus konvertiert. Sie kaufte das Gebäude 1896 vom Bauernhofbesitzer, restaurierte es und schenkte es dann der Downside Abbey für den katholischen Gebrauch. Am 6. Februar 1897 wurde die Kapelle als Heiligtum wieder errichtet, um das Bild für die öffentliche Verehrung durch Papstreskript von Papst Leo XIII. zu genehmigen. Es wurde 1904 von Thomas Garner restauriert, wozu auch der neue Westgiebel mit seinen Fenstern gehört. Garner baute zugleich das denkmalgeschützte Pfarrhaus. Die Ausstattung wie Altar und Retabel erfolgte 1934 durch Lillian Dagless.
Am Fest der Mariä Himmelfahrt, 15. August 1934, feierte der Bischof von Northampton, Laurence Youens, nach vierhundert Jahren die erste öffentliche Messe in der Slipper Chapel, und zwei Tage später leitete Kardinal Francis Bourne eine nationale Wallfahrt der katholischen Bischöfe Englands und Wales und mehr als 10.000 Menschen zum Heiligtum. Ab diesem Datum wurde es zum katholischen Nationalheiligtum. Die Slipperkapelle zeigt eine Steinstatue der Jungfrau Maria, die von Marcel Barbeau geschnitzt wurde. Die Statue wurde zum Papstbesuch nach Wembley gebracht, wo sie am 29. Mai 1982 von Papst Johannes Paul II. gesegnet wurde. 
Heute umfasst der Komplex um die Basilika eine 1982 errichtete Versöhnungskapelle, die bis zu 350 Personen für Gottesdienste beherbergen kann und bei größeren Zeremonien zum Wallfahrtsbereich hin geöffnet werden kann, sowie eine Buchhandlung und ein Teehaus.

## Würdigung
Die Marienstatue der Unsere Liebe Frau von Walsingham wurde auf Veranlassung von Papst Pius XII. am 15. August 1954 durch seinen Nuntius Gerald Patrick O’Hara gekrönt. 1959 erhielt die Kapelle Denkmalschutz als Grade-I-Bauwerk. Papst Franziskus erhob die Kirche als Zentrum des Heiligtums am 27. Dezember 2015 in den Status einer Basilica minor.